# Plasa Bulboaca, județul Tighina
Plasa Bulboaca a fost o diviziune administrativă de ordin doi a județului interbelic Tighina, în Regatul României.

## Recensământul din 1930
Plasa Bulboaca avea (la 1930) 41 localități:
| Nr. crt. | Denumire localitate    | Tip                                  | Raionul în care se află în prezent |
| -------- | ---------------------- | ------------------------------------ | ---------------------------------- |
| 1        | Alexandrenii-Noui      | .                                    | Raionul Ialoveni                   |
| 2        | Anenii-Noui            | oraș                                 | Raionul Anenii Noi                 |
| 3        | Anenii-Vechi           | .                                    | comasat cu orașul Anenii Noi       |
| 4        | Balmaz                 | sat în comuna Ciobanovca, Anenii Noi | Raionul Anenii Noi                 |
| 5        | Botnăreștii-Vechi      | comună                               | Raionul Anenii Noi                 |
| 6        | Calfa                  | comună                               | Raionul Anenii Noi                 |
| 7        | Cașcalia               | .                                    | Raionul Căușeni                    |
| 8        | Căinari                | comună                               | Raionul Căușeni                    |
| 9        | Cărbuna                | comună                               | Raionul Ialoveni                   |
| 10       | Cârnățenii-Noui        | comună                               | Raionul Căușeni                    |
| 11       | Ciobana                | comună                               | Raionul Anenii Noi                 |
| 12       | Ciuflești              | comună                               | Raionul Căușeni                    |
| 13       | Cobusca-Nouă           | comună                               | Raionul Anenii Noi                 |
| 14       | Cobusca-Veche          | comună                               | Raionul Anenii Noi                 |
| 15       | Constantinești         | sat în comuna Pervomaisc, Căușeni    | Raionul Căușeni                    |
| 16       | Crețoaia               | sat în comuna Țînțăreni, Anenii Noi  | Raionul Anenii Noi                 |
| 17       | Delacheu               | comună                               | Raionul Anenii Noi                 |
| 18       | Dubăsarii Vechi        | comună                               | Raionul Criuleni                   |
| 19       | Emental                | .                                    | Raionul Căușeni                    |
| 20       | Fărlădani              | comună                               | Raionul Căușeni                    |
| 21       | Gangura                | comună                               | Raionul Ialoveni                   |
| 22       | Gârbovăț               | comună                               | Raionul Anenii Noi                 |
| 23       | Geamăna                | comună                               | Raionul Anenii Noi                 |
| 24       | Gura-Bâcului           | comună                               | Raionul Anenii Noi                 |
| 25       | Hârtop-Hasan           | .                                    | Localitate desființată             |
| 26       | Larga, Anenii Noi      | sat în comuna Zolotievca, Anenii Noi | Raionul Anenii Noi                 |
| 27       | Nicoleanca-Nouă        | sat în comuna Zolotievca, Anenii Noi | Raionul Anenii Noi                 |
| 28       | Ochiul Roș, Anenii Noi | comună                               | Raionul Anenii Noi                 |
| 29       | Picus                  | sat în comuna Ochiul Roș, Anenii Noi | Raionul Anenii Noi                 |
| 30       | Pugoceni               | comună                               | Raionul Anenii Noi                 |
| 31       | Roșcani                | comună                               | Raionul Anenii Noi vezi Lăpușna    |
| 32       | Salcea                 | sat în comuna Botnărești, Anenii Noi | Raionul Anenii Noi                 |
| 33       | Scroafa                | .                                    |                                    |
| 34       | Speia                  | comună                               | Raionul Anenii Noi                 |
| 35       | Șerpeni                | comună                               | Raionul Anenii Noi                 |
| 36       | Telița                 | comună                               | Raionul Anenii Noi                 |
| 37       | Todirești              | sat în comuna Chetrosu, Anenii Noi   | Raionul Anenii Noi                 |
| 38       | Țânțăreni              | comună                               | Raionul Anenii Noi                 |
| 39       | Varnița                | comună                               | Raionul Anenii Noi                 |
| 40       | Zoloteanca             | comună                               | Raionul Anenii Noi                 |

## Recensământul din 1941
Plasa Bulboaca nu mai figurează pe lista plășilor județului Tighina, la recensământul din 1941.